# Randy Montie
Abdelahim Randy Njoya Montie (* 18. August 1999) ist ein österreichischer Fußballspieler kamerunischer Abstammung.

## Karriere
Montie begann seine Karriere beim ESV Haidbrunn Wacker Wiener Neustadt. 2008 wechselte er zum ASK Bad Fischau. 2012 kam er in die AKA St. Pölten. 2013 wechselte er in die Akademie des FC Red Bull Salzburg. Mit der U-19-Mannschaft von Salzburg gewann er in der Saison 2016/17 die UEFA Youth League. Montie kam dabei zu zwei Einsätzen in der zweiten Runde gegen den FK Qairat Almaty.
Zur Saison 2017/18 wechselte er nach Deutschland zur Zweitmannschaft des TSV 1860 München. Sein Debüt in der fünftklassigen Bayernliga gab er im September 2017, als er am zehnten Spieltag jener Saison gegen den 1. FC Sonthofen in der 50. Minute für Maurice Mathis eingewechselt wurde. Seine ersten beiden Tore für 1860 II erzielte er im Oktober 2017 bei einem 3:1-Sieg gegen den BCF Wolfratshausen.
Im August 2018 kehrte er nach Österreich zurück und wechselte zur Zweitmannschaft des FK Austria Wien, bei dem er einen bis Juni 2020 laufenden Vertrag erhielt. Im selben Monat debütierte er in der 2. Liga, als er am fünften Spieltag der Saison 2018/19 gegen den SV Lafnitz in der 53. Minute für Lucas Ribeiro eingewechselt wurde. Nach dem Ende seines Vertrags verließ er die Austria nach der Saison 2019/20. Daraufhin wechselte er zur Saison 2020/21 nach Slowenien zum Zweitligisten NK Drava Ptuj. In Ptuj kam er zu insgesamt sechs Einsätzen in der 2. SNL.
Zur Saison 2021/22 kehrte er nach Österreich zurück und wechselte zum sechstklassigen ASK Bad Fischau, bei dem er bereits in seiner Jugend gespielt hatte.

## Persönliches
Der in Kamerun geborene Montie kam im Alter von sechs Jahren nach Österreich.

## Erfolge
- UEFA Youth League: 2017